# Alta (California)
Alta es un lugar designado por el censo ubicado en el condado de Placer en el estado estadounidense de California. En el año 2010 tenía una población de 610 habitantes.

## Geografía
Alta se encuentra ubicado en las coordenadas 39°12′34″N 120°48′14″O / 39.20944, -120.80389.